# De babbelpil
De babbelpil is het 277e stripverhaal van Jommeke. De reeks wordt getekend door Studio Jef Nys. Het album verscheen op 7 oktober 2015.

## Personages
- Jommeke, Filiberke, De Miekes, Flip, Pekkie, Choco, Fifi, Tobias, Elodie van Stiepelteen, Odilon van Piependale, Anatool, Kwak en Boemel, Marie, Teofiel en professor Gobelijn.

## Verhaal
Elodie van Stiepelteen wordt 60 jaar. Jommeke en zijn vrienden geven haar allemaal een geschenkje. Na het verjaardagsfeest is Tobias echter droevig. Odilon wil begrijpen wat zijn hond denkt. Er wordt meteen hulp ingeroepen van Professor Gobelijn. Hij gaat meteen aan de slag en een dag later heeft hij een 'babbelpil' uitgevonden. Een pilletje waardoor mensen met hun huisdier kunnen praten. Hij probeert dit eerst uit op zichzelf en een mol. Wonderbaarlijk werkt het snel. Tobias blijkt ongelukkig over het feit dat hij minder aandacht krijgt ten opzichte van Fifi.
Vervolgens delen Jommeke en zijn vrienden de pilletjes uit in Zonnedorp. 
Intussen richt Anatool een ekster af om diamanten te stelen. Hij ontdekt dat de professor nu babbelpillen heeft. Net wanneer de nieuwe lading pillen klaar is, steelt Anatool de hele voorraad. De volgende dag krijgen de mensen het uiterlijk van hun huisdieren. Hierbij verliezen ze ook hun menselijk verstand. Jommeke is de enige die geen babbelpil innam en nog normaal is. Hij loopt naar de professor om hulp, maar deze is intussen zelf verandert in een mol. Anatool verandert op zijn beurt in een ekster en steelt de diamant van Elodie. Flip volgt hem stiekem en kan, met de hulp van in honden veranderde mensen, de diamant terugkrijgen.
Jommeke ontdekt de wijsheidsdrank (die hij ook in Kinderen baas uitprobeerde). Hij maakt een geneesmiddel en deelt het uit in heel Zonnedorp. Alles wordt weer normaal. Professor Gobelijn gooit de rest van de pillen in de vuilnisbak. Ze worden echter opgegeten door muizen, die plots allemaal kunnen lezen.

## Achtergronden bij het verhaal
- Ter gelegenheid van de zestigste verjaardag van Jommeke verscheen het album in een Bling Bling Editie met een zilver glanzende cover.
- Volgens een echte raseend heeft een verre voorvader nog model gestaan voor Donald Duck.
- Een eendje bij Kwak heeft het over nonkel Jodocus. Een verwijzing naar Alfred Jodocus Kwak, een personage bedacht door Herman van Veen.
- Jan Haring zoekt naar een geschenk voor gravin Elodie. Uiteindelijk verkiest hij een mosselpot, want dat heeft iets kunstigs, iets artistieks. Een knipoog naar  het conceptuele kunstwerk van Marcel Broodthaers, De grote mosselpot.
- Dit album bevat enkele verwijzingen naar Kinderen baas, namelijk de wijsheidsdrank en op het einde wordt het verhaal gelezen door muizen.
- Tita Telajora, een mooie, jongedame kwam eerder voor in Tita Telajora, Het jubilee, Het ei van de smartlapvogel, De mandoline van Caroline en Paradijseiland in gevaar.